# Ústí, Vsetín
Ústí là một làng thuộc huyện Vsetín, vùng Zlínský, Cộng hòa Séc.